# Helma Schmitt
Helma Schmitt (* 10. Dezember 1931 in Haßloch) ist eine deutsche Politikerin (CDU).

## Leben und Beruf
Schmitt besuchte eine hauswirtschaftliche Fachschule und die Deutsche Bauernhochschule Fredeburg. Anschließend absolvierte sie eine Damenschneiderin- und eine ländliche Hauswirtschaftslehre und erwarb 1957 den Meisterbrief. Als selbständige Bäuerin führt sie einen Aussiedlerhof.

## Politik
Von 1960 bis 1979 gehörte Schmitt dem Gemeinderat von Haßloch an. 1979 wurde sie als erste Bäuerin in ein deutsches Landesparlament, den rheinland-pfälzischen Landtag, gewählt, dem sie bis 1995 angehörte. Dort war sie von 1991 bis zu ihrem Ausscheiden aus dem Parlament Landtagsvizepräsidentin.

## Ehrungen
Schmitt wurde 1989 mit dem Bundesverdienstkreuz am Bande ausgezeichnet. Der Ministerpräsident von Rheinland-Pfalz verlieh ihr den Titel einer Ökonomierätin. Die Gemeinde Haßloch ehrte sie mit der goldenen Verdienstmedaille.